# Santiago García de la Rasilla Domínguez
Santiago María García de la Rasilla Domínguez SJ (ur. 18 października 1936 w Madrycie, zm. 13 sierpnia 2018 w Limie) – hiszpański duchowny katolicki pracujący w Peru, wikariusz apostolski Jaén w latach 2006-2014.

## Życiorys
Święcenia kapłańskie przyjął 14 lipca 1967 w zgromadzeniu jezuitów, zaś 15 sierpnia 1973 złożył w tymże zakonie śluby wieczyste. Pracował w zakonnych kolegiach w Peru, był także m.in. członkiem Ruchu dla Lepszego Świata.
11 listopada 2005 papież Benedykt XVI mianował go wikariuszem apostolskim Jaén ze stolicą tytularną Voncaria. Sakry biskupiej udzielił mu 13 stycznia 2006 abp Oscar Rolando Cantuarias Pastor.
11 czerwca 2014 przeszedł na emeryturę.
Zmarł w Limie 13 sierpnia 2018.